# Mark 5 (核爆弾)
Mark 5とはアメリカ合衆国が開発した核爆弾である。1950年代初期に設計され、1952年から1963年まで配備された。弾頭部はW5核弾頭としても用いられた。

## 概要
最初期の核爆弾であるファットマンは直径が60インチもあったが、Mark 5はそれよりも小型化した直径39インチとして設計された。爆縮方式の核爆弾であり、弾頭部の大きさは直径44インチ、長さは129から132インチとなっている。92分割の爆縮レンズが用いられている。重量は3,025から3,175ポンドと幾つかのバリエーションがあり、W5核弾頭は2,405から2,650ポンドの重量を有した。核物質にはウラン・プルトニウムが用いられており、核反応は核分裂のみである。核出力は威力の異なる6タイプがあり、TNT換算で6、16、55、60、100、120キロトンの威力のサブタイプがあった。
初期のアメリカ合衆国の核爆弾は、核物質の一部を弾頭部から取り外すことを安全装置としており、In Flight Insertion(IFI)と呼称された。Mark 5も同様の安全装置を有しているが、それまでの核爆弾の安全装置が手動であり爆弾を直接操作する必要があったのに対し、装置の自動化により搭乗員席より安全装置の設定が可能となった。ただし、Mark 5には弾頭部に対する作業用のため、ノーズ部に観音式の扉を有している。1952年より1963年まで配備に付けられていた。

## 歴史

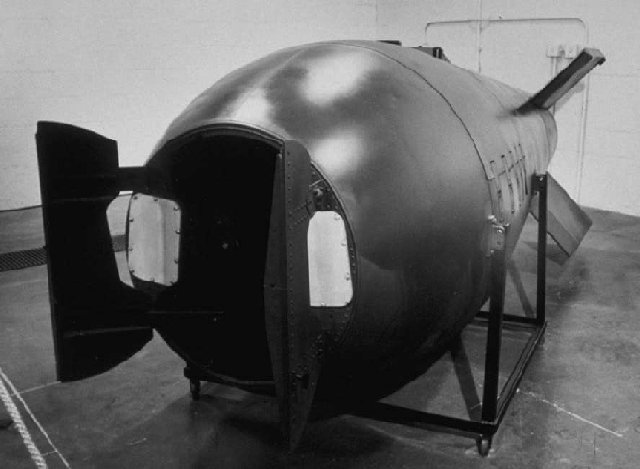
正面のドアが開いているMark 5爆弾。ここから核を挿入する。

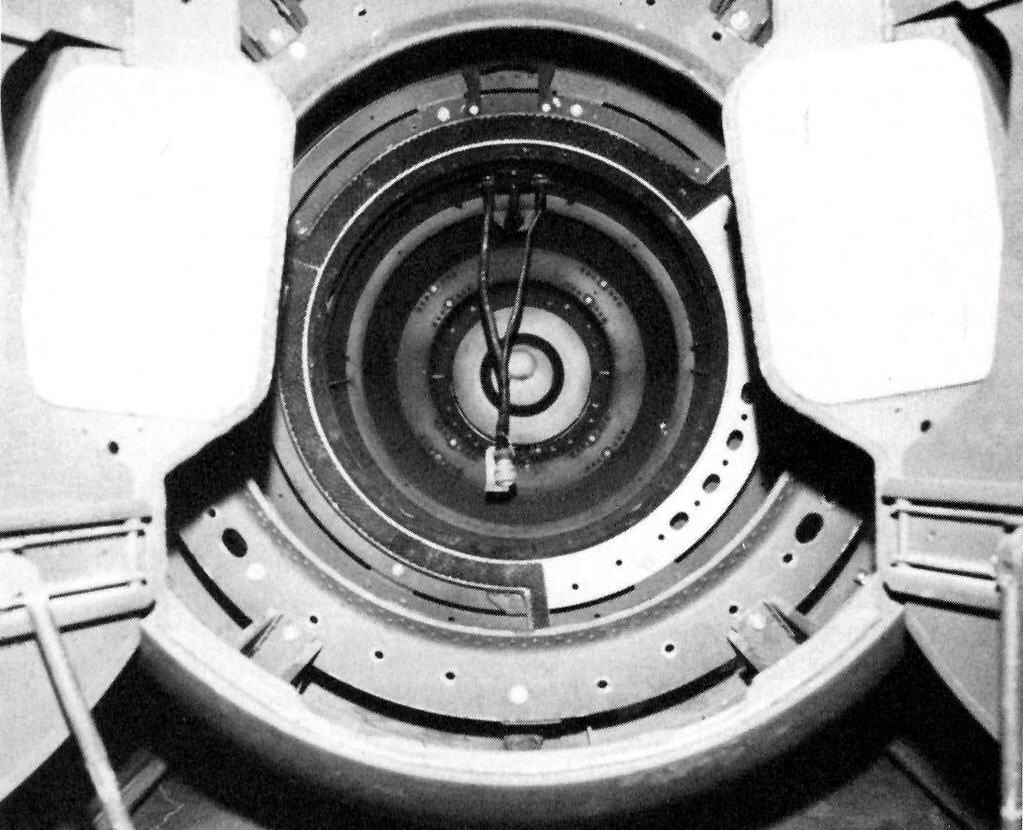
Mark 5の先端から中を覗いた様子。

W5核弾頭は、アメリカ空軍のMGM-1 マタドール巡航ミサイルおよびアメリカ海軍のレギュラス艦対地ミサイルの弾頭として用いられ、1954年に生産され、1954年からは1963年まで配備された。マタドール向けには65発、レギュラス向けには35発が製造されている。
Mark 5はこれまでに140発が製造された。